# Liste des maires de Frontignan
Cet article dresse une liste par ordre de mandat des maires de Frontignan.

## Liste des maires

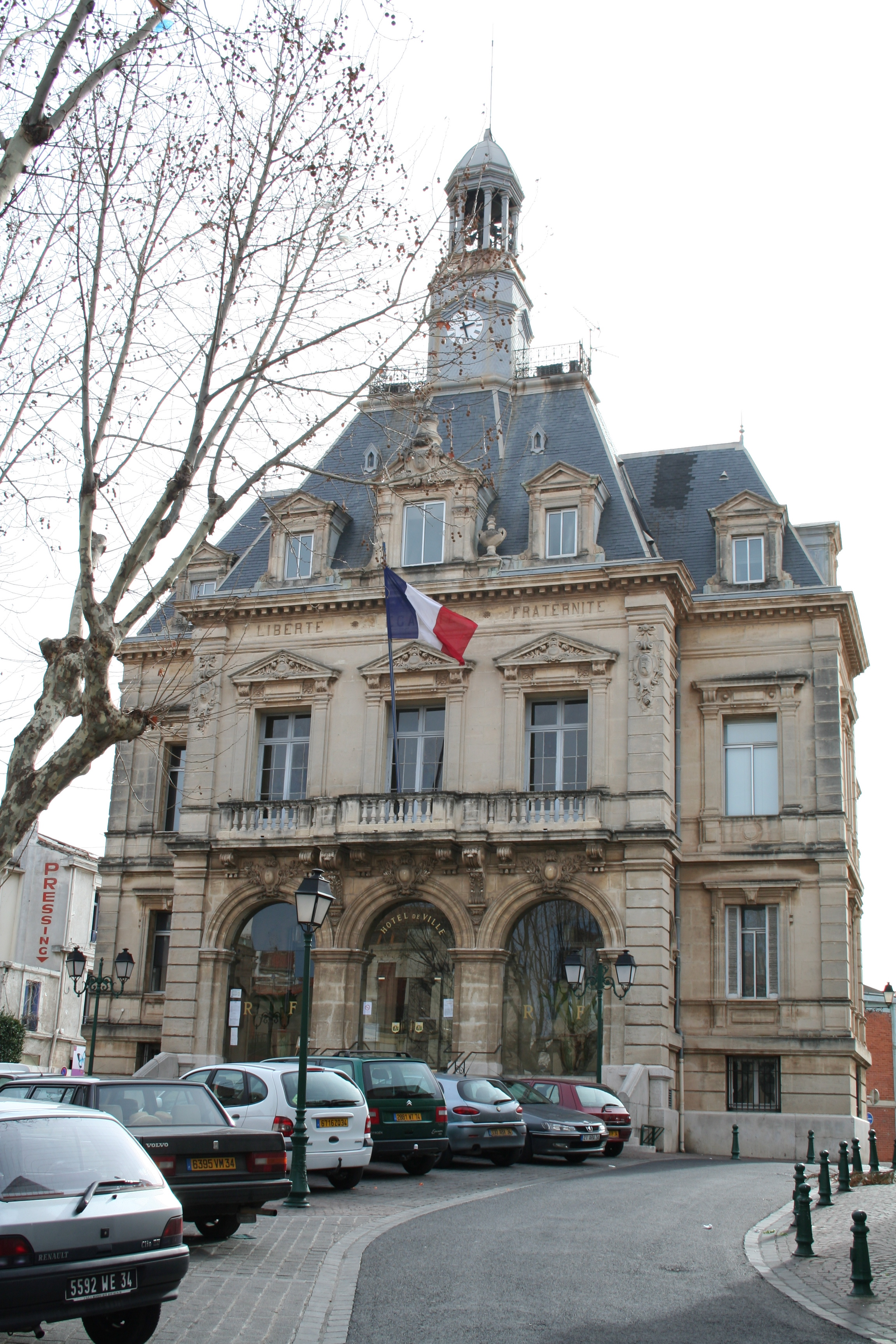
L'hôtel de ville de Frontignan.

| Période           | Période           | Identité                   | Étiquette       | Qualité                                                                   |
| ----------------- | ----------------- | -------------------------- | --------------- | ------------------------------------------------------------------------- |
| 23 octobre 1789   | 3 février 1790    | François Bruguière         |                 | 1er consul                                                                |
| 4 février 1790    | 6 mars 1790       | Jacques François Chappotin |                 |                                                                           |
| 6 mars 1790       | 16 décembre 1792  | François Marc Lambert      |                 |                                                                           |
| 17 décembre 1792  | 30 avril 1795     | Marc Poulhe                |                 |                                                                           |
| 1 mai 1795        | 25 juin 1800      | Pierre Roux                |                 |                                                                           |
| 26 juin 1800      | 29 février 1812   | François Bruguière         |                 |                                                                           |
| 1 avril 1812      | 23 septembre 1830 | Joseph Lapierre            |                 |                                                                           |
| 24 septembre 1830 | 23 septembre 1840 | Paul Tudes                 |                 |                                                                           |
| 24 septembre 1840 | 5 mars 1848       | Marc Poulhe                |                 |                                                                           |
| 6 mars 1848       | 19 février 1852   | Paul Tudes                 |                 |                                                                           |
| 20 février 1852   | 10 août 1852      | Argellies-Layrolle         |                 |                                                                           |
| 11 août 1852      | 25 août 1865      | Marc Poulhe                |                 |                                                                           |
| 26 août 1865      | 22 novembre 1867  | Pierre Jean David          |                 |                                                                           |
| 23 novembre 1867  | 2 octobre 1870    | Bellonet-Lacrouzette       |                 |                                                                           |
| 3 octobre 1870    | 25 février 1874   | Antoine Clément            |                 | Conseiller général de Frontignan                                          |
| 26 février 1874   | 11 mai 1876       | Amédée Argellies           |                 |                                                                           |
| 12 mai 1876       | 7 septembre 1877  | Antoine Clément            |                 | Conseiller général de Frontignan                                          |
| 8 septembre 1877  | 26 décembre 1877  | Achille Munier             |                 |                                                                           |
| 27 décembre 1877  | 30 septembre 1879 | Antoine Clément            |                 | Conseiller général de Frontignan                                          |
| 10 octobre 1879   | 22 janvier 1881   | Jacques Seguin             |                 |                                                                           |
| 23 janvier 1881   | 16 mai 1896       | François Simorre           |                 | Conseiller général de Frontignan                                          |
| 17 mai 1896       | 10 mai 1904       | Hippolyte Gachon           |                 | Conseiller général de Frontignan                                          |
| 11 mai 1904       | 18 mai 1912       | Joseph Noël Périer         | SE              |                                                                           |
| 19 mai 1912       | 21 juillet 1932   | Victor Anthérieu           | SFIO            | Conseiller général de Frontignan                                          |
| 26 août 1932      | 21 mars 1941      | Élysée Galabert            | SFIO            | Conseiller général de Frontignan                                          |
| 22 mars 1941      | 21 août 1944      | Pierre Guilhon             | Nommé par Vichy | Maire non élu                                                             |
| 22 août 1944      | 19 mai 1945       | Élysée Galabert            | SFIO            | Conseiller général de Frontignan                                          |
| 20 mai 1945       | 9 mai 1953        | Georges Aillaud            | PCF             |                                                                           |
| 10 mai 1953       | 27 mars 1965      | Philippe Chappotin         | SFIO            |                                                                           |
| 27 mars 1965      | 31 mars 1970      | Hubert Brives              |                 |                                                                           |
| 27 avril 1970     | 18 mars 1971      | Michel Roger               |                 |                                                                           |
| 19 mars 1971      | 19 mars 1989      | Philippe Chappotin         | PS              | Conseiller général de Frontignan                                          |
| 20 mars 1989      | 8 mai 1990        | Christian Combettes        |                 |                                                                           |
| 17 mai 1990       | 23 juin 1995      | Dominique Ruggiero         |                 |                                                                           |
| 23 juin 1995      | 3 juillet 2020    | Pierre Bouldoire           | PS              | Conseiller général de Frontignan ; Conseiller départemental de Frontignan |
| 3 juillet 2020    | En cours          | Michel Arrouy,             | PS              |                                                                           |